# Yarmister emersoni
Yarmister emersoni är en skalbaggsart som beskrevs av Wenzel 1944. Yarmister emersoni ingår i släktet Yarmister och familjen stumpbaggar. Inga underarter finns listade i Catalogue of Life.